# Aleksei Igúdesman
Aleksei Mikhaílovitx Igúdesman, rus: Алексей Михайлович Игу́десман, (Sant Petersburg, Rússia, 22 de juliol de 1973) és un músic, compositor, director d'orquestra, presentador, escriptor, actor, director de cinema i violinista rus.
L'Alta Orquestra Juvenil d'Àustria dirigida per Aleksei Igúdesman & Sebastian Gürtler va compondre una cançó que homenatja «Uruguay» amb lletra en espanyol. La cançó és part del projecte «El Cyber Conductor» i es fa servir com a sintonia de la sèrie de televisió per internet Tiranos temblad.
| «                                                          | “Uruguay es el mejor país, mejor que Francia y mejor que París.” | » |
| — «Uruguay» de Aleksey Igudesman, 22 de diciembre de 2008. |                                                                  |   |